# Маклатчи, Колин
Колин Кэмблл Маклатчи (англ. Colin Campbell McLatchie, 2 ноября 1876, Нью Камнок — 7 января 1952) — шотландский футболист, вингер, поигравший за «Сандерленд», «Престон Норт Энд» и «Гримсби Таун». Чемпион Англии в составе «Сандерленда».

## Футбольная карьера
В сезоне 1897/98 Колин попал в первый английский дивизион, подписав соглашения с «Престон Норт Энд». Хотя полузащитник провёл недостаточно времени на поле (всего 9 матчей, в которых он забил 2 гола), однако на него обратили внимание и по окончании сезона он переходит в «Сандерленд», занявший по итогам того сезона второе место.
Дебют Маклатчи в «Сандерленде» состоялся 5 ноября 1898 года в выездном матче с «Вулверхэмптон Уондерерс», проигранном 0:2. Вингер почти сразу стал основным игроком команды, сыграв в первом сезоне за новый клуб в 25 матчах (в которых забил 6 голов и стал вторым бомбрадиром команды вместе с Хьюи Уилсоном). В сезоне 1899/00 «Сандерленд» занимает третье место, а Колин становится лучшим бомбардиром команды с 10 голами, а через два года «Сандерленд» с Маклатчи становится чемпионом. Однако тот сезон был для полузащитника предпоследним в составе «Чёрных котов» и через год он покидает команду и переходит во втородивизионный «Гримсби Таун».
Всего за пять сезонов в «Сандерленде» Маклатчи сыграл в 129 официальных матчах, в которых забил 32 гола (в том числе 4 дубля). В выездном матче с «Бери» 27 октября 1900 года полузащитник отметился красной карточкой (матч завершился вничью 0:0). Маклатчи запомнился как быстрый полузащитник, любивший играть в штрафной площадке соперника. Большинство своих голов он забил левой ногой.

## Достижения
Чемпион Англии (1) — 1902
Серебряный призёр чемпионата Англии (1) — 1901

## Статистика выступлений
| Клуб             | Сезон        | Чемпионат | Чемпионат | Кубок | Кубок | Всего | Всего |
| Клуб             | Сезон        | Матчи     | Голы      | Матчи | Голы  | Матчи | Голы  |
| ---------------- | ------------ | --------- | --------- | ----- | ----- | ----- | ----- |
| Престон Норт Энд | 1897/98      | 9         | 2         | 0     | 0     | 9     | 2     |
| Сандерленд       | 1898/99      | 25        | 6         | 2     | 0     | 27    | 6     |
| Сандерленд       | 1899/00      | 33        | 10        | 3     | 0     | 36    | 10    |
| Сандерленд       | 1900/01      | 30        | 9         | 1     | 1     | 31    | 10    |
| Сандерленд       | 1901/02      | 25        | 4         | 2     | 0     | 27    | 4     |
| Сандерленд       | 1902/03      | 8         | 2         | 0     | 0     | 8     | 2     |
| Сандерленд       | За всё время | 121       | 31        | 8     | 1     | 129   | 32    |
| Гримсби Таун     | ?            | ?         | ?         | ?     | ?     | ?     | ?     |
| За всё время     | За всё время | ?         | ?         | ?     | ?     | ?     | ?     |